# Saint-Lambert (Quebec)
Saint-Lambert é uma cidade localizada na província de Quebec no Canadá.